# Rose nere
Rose nere è un singolo del rapper italiano Guè, pubblicato il 23 aprile 2013 come secondo estratto dal secondo album in studio Bravo ragazzo.
Una versione orchestrale e riarrangiata al pianoforte è stata prodotta da Marco Zangirolami e pubblicata per un periodo limitato nella versione di Bravo ragazzo pubblicata sull'iTunes Store.

## Video musicale
Anticipato da un trailer in cui veniva rivelata anche la data di pubblicazione del singolo, il video è uscito il 26 aprile attraverso il canale YouTube del rapper.

## Tracce
1. Rose nere – 4:31

## Classifiche
| Classifica (2013) | Posizione massima |
| ----------------- | ----------------- |
| Italia            | 5                 |